# ألفرد سايمور
ألفرد سايمور (بالإنجليزية: Alfred Seymour)‏ (16 فبراير 1843 في بلجيكا - 31 يناير 1897 في المملكة المتحدة) هو لاعب كريكت بريطاني (وحمل سابقاً جنسية المملكة المتحدة لبريطانيا العظمى وأيرلندا). لعب مع نادي مقاطعة لانكشر للكريكت ‏ ونادي مقاطعة هامبشاير للكريكت ‏.

## وصلات خارجية
- ألفرد سايمور على موقع إي آس بي آن كريك إنفو (الإنجليزية)